# 아무르스크
아무르스크(러시아어: Аму́рск)는 하바롭스크 지방에 위치한 도시이다. 아무르강의 좌안에 위치해 있으며, 콤소몰스크나아무레에서 북쪽으로 60km지점에 위치해 있다. 인구는 3만7,501명(2024년); 2만5,000명(1968년)이다.
1958년에 지어졌다.